# Фрейшедаш
Фрейшедаш (порт. Freixedas) — район (фрегезия) в Португалии, входит в округ Гуарда. Является составной частью муниципалитета Пиньел. По старому административному делению входил в провинцию Бейра-Алта. Входит в экономико-статистический субрегион Бейра-Интериор-Норте, который входит в Центральный регион. Население составляет 1066 человек на 2001 год. Занимает площадь 36,94 км².
Покровителем района считается Мартин Турский (порт. S. Martinho).